# Castrovillari
Castrovillari est une commune de la province de Cosenza, dans la région de Calabre, en Italie.

## Géographie
La commune s'étend aux pieds du massif du Pollino.

## Patrimoine

### Patrimoine religieux
- Basilique S. Giuliano, élevée à la dignité de basilique mineure en novembre 2010[2], d'origine byzantine et normande, fondée au XIe siècle, remaniée en 1630, puis au XVIIIe siècle
- Église S. Maria di Costantinopoli
- Protocouvent franciscain (fondé par le disciple de saint François d'Assise, le bienheureux Pierre Cathin, en 1218-1220) et son église dédiée à la Très Sainte Trinité[3], voir ligne plus bas
- Église de la SS. Trinità, voir ligne plus haut, fondée au XIIIe siècle et restructurée au XVIIe siècle ; nombreuses statues et toiles baroques
- Chapelle S. Rocco
- Église S. Maria delle Grazie
- Sanctuaire de la Madonna del Castello
- Cathédrale des Sacri Cuori
- Église des Pénitentes (ou S. Antonio), à proximité ; fondée au XVIIe siècle, elle possède un tableau de Giuseppe Marullo datant de 1631 représentant La Vierge à l'Enfant entre sainte Marie l'Égyptienne et sainte Marie-Madeleine'[3]

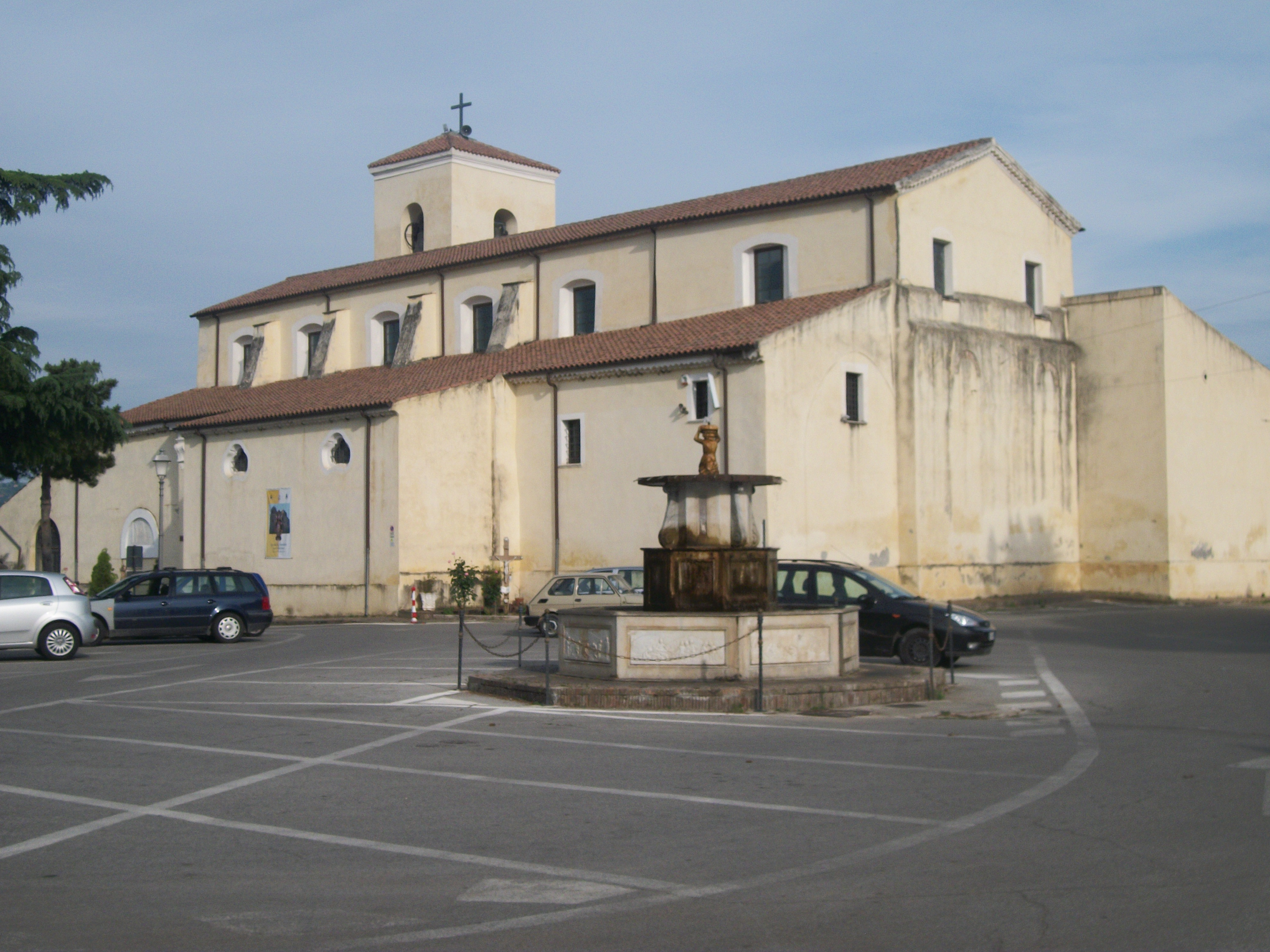
Sanctuaire de la Madonna del castello.
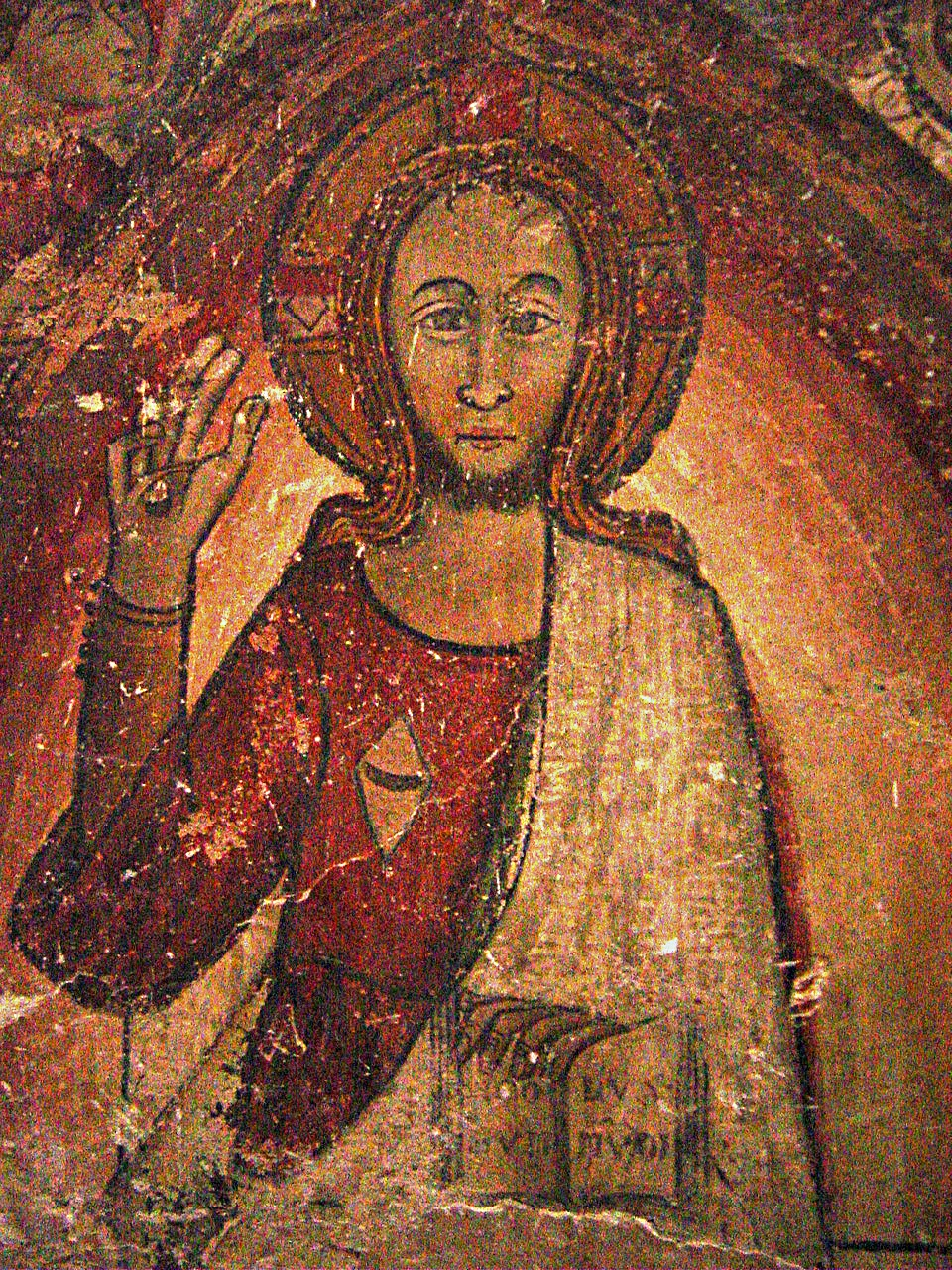
Fresque de style byzantin visible au sanctuaire de la Madonna del Castello.
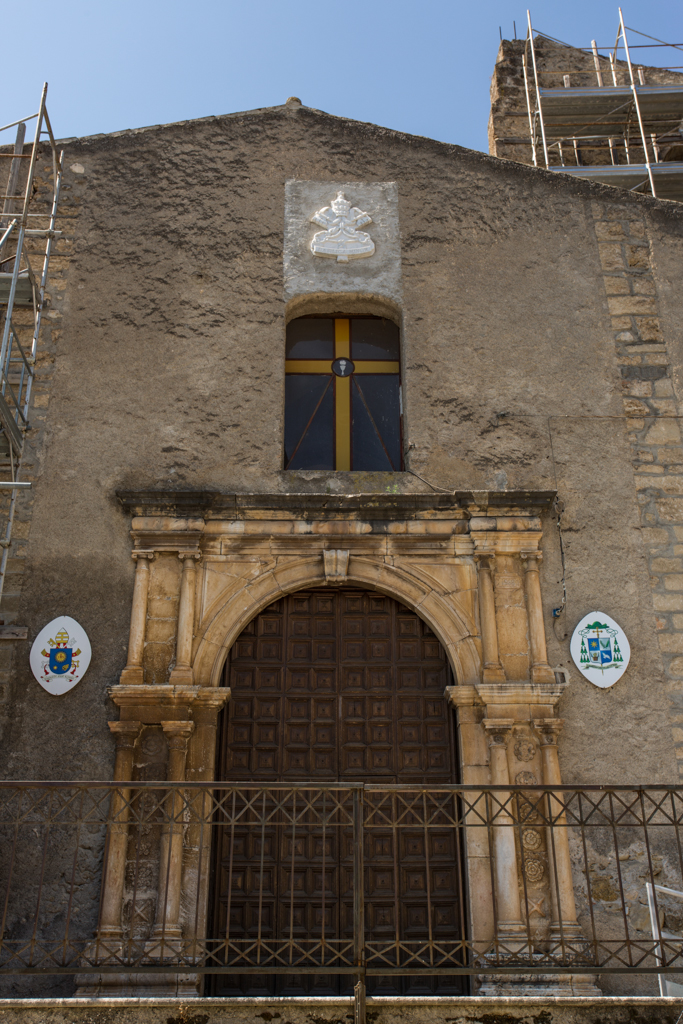
Basilique San Giuliano.
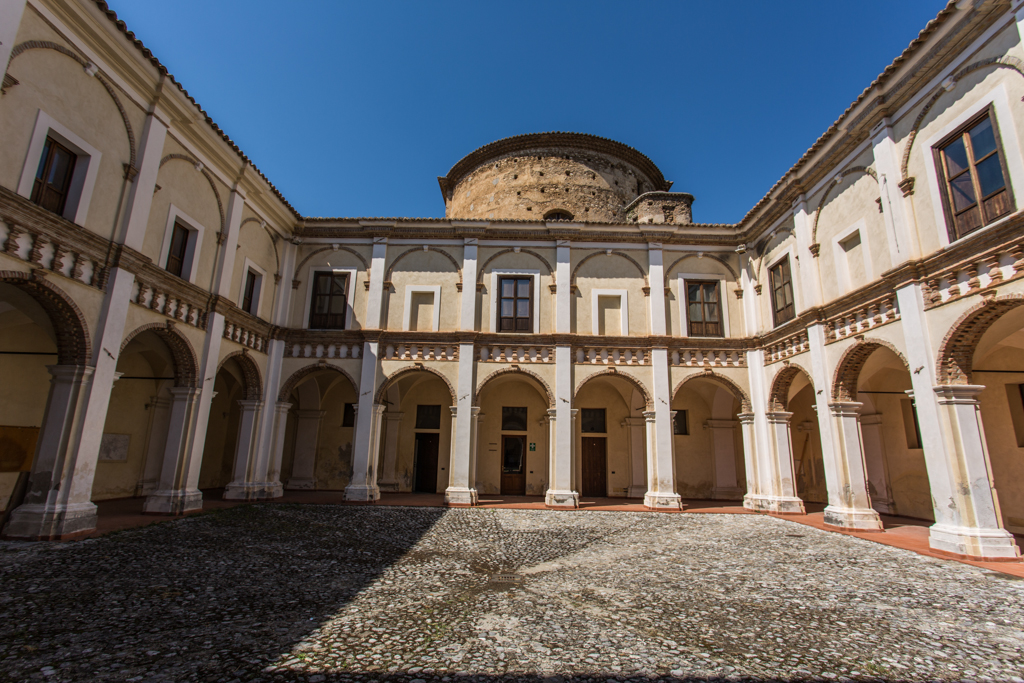
Protocouvent franciscain.
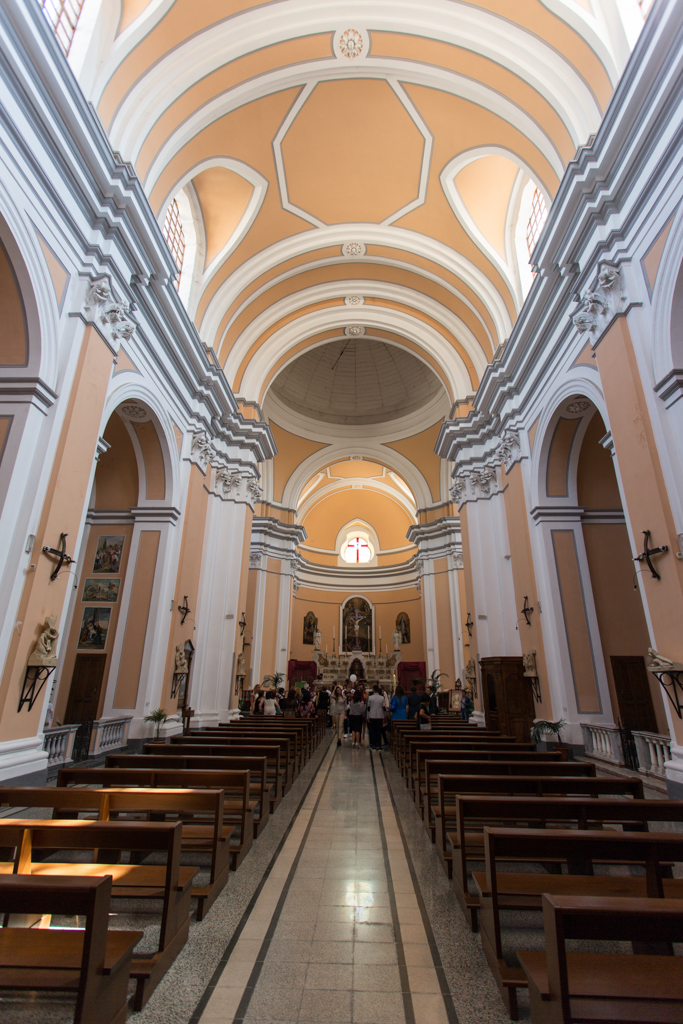
Église de la Santissima Trinità.

### Architecture civile
- Palazzo Salituri
- Palazzo Salituri alla Giudeca
- Palazzo Cappelli
- Palazzo Gallo
- Palazzo Gallo vecchio (autrefois couvent)
- Pont de la Catena et Fontaine de S. Giuseppe
- Palazzo del Municipio
- Scuola Media Statale "G. Fortunato" (ancien couvent)
- Liceo Classico Statale "G. Garibaldi" (ancien couvent)
- Scuola Elementare "Villaggio Scolastico" (inaugurée à l'époque mussolinienne)

### Architecture militaire
- Château aragonais (1490)

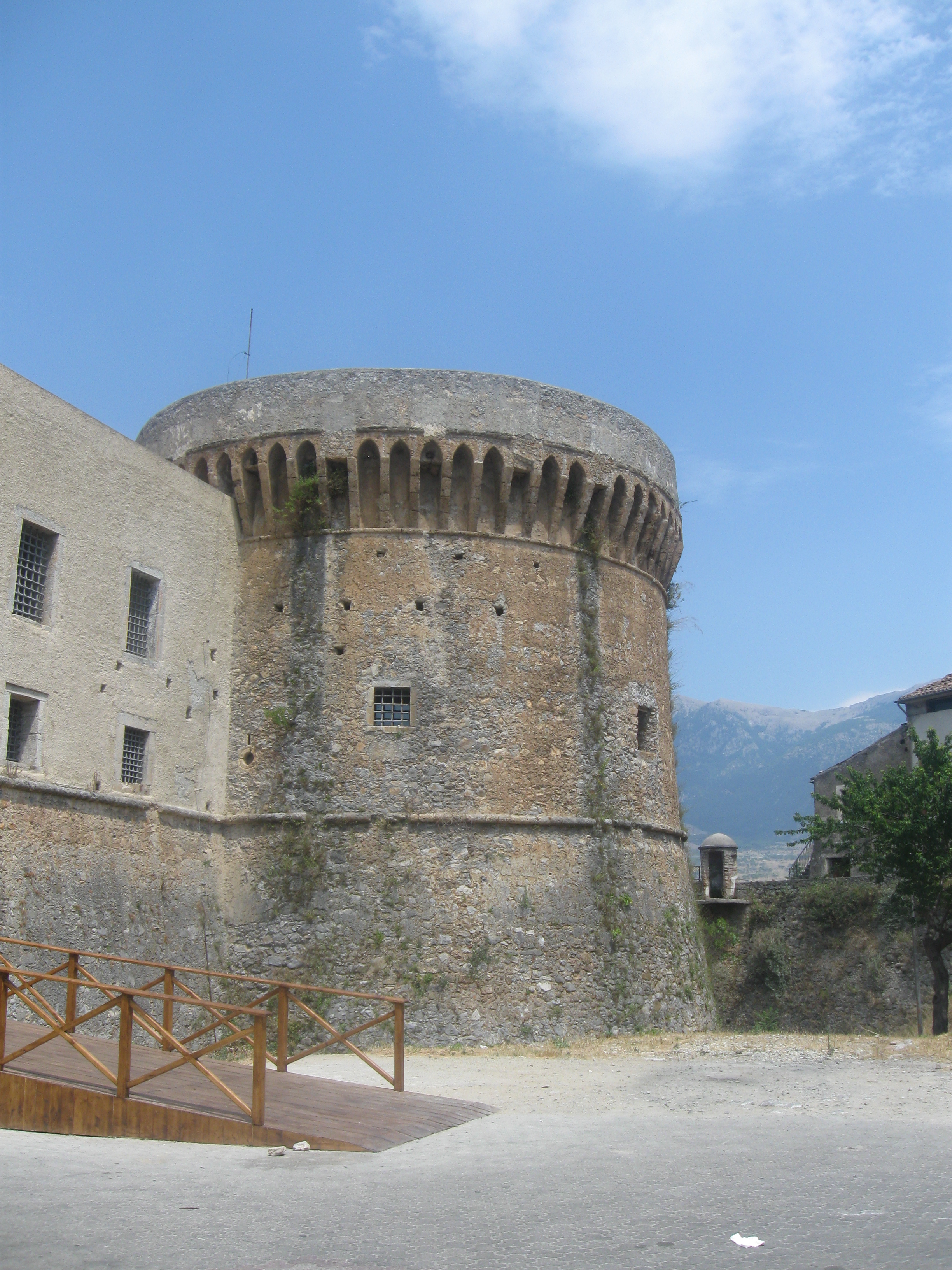
La Tour Infâme (Torre Infame) du château aragonais, considérée comme un symbole de la ville.

- Caserne militaire "Ettore Manes" 11º  régiment du "Genio Guastatori"

## Administration
| Période                                  | Période  | Identité           | Étiquette | Qualité |
| ---------------------------------------- | -------- | ------------------ | --------- | ------- |
| 21 mai 2012                              | En cours | Domenico Lo Polito | PD        |         |
| Les données manquantes sont à compléter. |          |                    |           |         |

### Hameaux
Cammarata, Vigne.

### Communes limitrophes
Altomonte, Cassano allo Ionio, Cerchiara di Calabria, Chiaromonte, Civita, Frascineto, Morano Calabro, San Basile, San Lorenzo Bellizzi, San Lorenzo del Vallo, Saracena, Spezzano Albanese, Terranova di Pollino.

### Évolution démographique
Habitants recensés

## Économie
La ville abrite une cimenterie du groupe Italcementi.

## Personnalités nées à Castrovillari
- Carlo Musitano
- Saverio La Ruina